# Tony Ronald
Tony Ronald, pseudònim artístic de Siegfried André Den Boer (Arnhem, Països Baixos, 27 d'octubre de 1941 – Barcelona, 3 de març de 2013) fou un compositor i cantant neerlandès de música pop comercial. Fou molt popular durant els anys seixanta i inicis dels setanta del segle xx a l'estat espanyol, on residia des de finals de la dècada de 1950. Tot i cantar principalment en castellà, enregistrà també temes en anglès i en català (en aquesta darrera llengua edità un SG el 1967 amb les cançons Estem vivint i Cada dia). Casat amb la July, de qui es divorcià més tard per a casar-se amb Mariló Domínguez, tenia cinc fills: July, Danny, Natalia, Patricia i Sergio.
La seva darrera aparició pública fou el 24 de febrer del 2013 al programa ¡Qué tiempo tan feliz! de Telecinco, on, acompanyat de la seva dona, va anunciar que es retirava de la música per culpa d'una malaltia. Una setmana després, es va morir a Barcelona.

## Trajectòria
Siegfried André Den Boer es va traslladar amb la seva família a finals dels 50 a Catalunya, on s'establiren a Barcelona. Va començar la seva carrera musical el 1960 formant el "Kroner's Duo" amb José Luis Bolivar. El 1961 va formar un altre duo amb l'holandès Charly Kurt, qui es va fer molt popular uns anys més tard amb La Yenka. El 1964 va fundar el grup "Tony Ronald y sus Kroner's", amb el qual incorporava la influència dels Beatles i del soul, versionant per exemple Time is on my side (original de Jerry Ragovoy popularitzada pels Rolling Stones). Fou el 1967 quan va publicar un disc amb dues cançons en català fruit del seu contacte amb artistes de la Nova Cançó com ara Joan Manuel Serrat.
Posà després en marxa una altra banda, la "Tony Ronald Group", d'escàs èxit comercial, fins que els temes Why i Superstar (versió d'un tema del musical Jesus Christ Superstar) el varen fer conegut. Fou aleshores quan va iniciar la seva carrera en paral·lel com a productor, catapultant a la fama el grup Los Diablos amb Un rayo de sol.
El gran èxit de Tony Ronald arribà amb la cançó Help (Get me some help) de 1971, més coneguda per la seva tornada «Help, ¡ayúdame!», que el va col·locar en els primers llocs de les llistes de vendes. Era un tema compost per Daniel Vangarde i amb ell va guanyar el premi de la crítica al Festival Internacional de l'Atlàntic, a Tenerife. L'èxit de la cançó, amb lletra bilingüe en castellà i anglès, va fer que n'apareguessin versions posteriors en anglès, alemany, francès i italià. La gran popularitat d'aquest tema va possibilitar que obtingués nous èxits en cascada, entre ells I love you baby (també bilingüe), Dejaré la llave en mi puerta i Lady Banana. Al grup musical que l'acompanyava durant aquella època hi havia músics de la talla de Josep Mas "Kitflus", Jordi Colomer, Max Sunyer, Primitivo Sancho i Àngel Riba, els quals van acabar formant el 1974 el grup Iceberg, germen de Pegasus.

### Productor
Tony Ronald va versionar també cançons de The Beatles, The Monkees o Little Richard, fins que a partir de 1977 es va dedicar especialment a fer de productor musical de diversos grups i cantants. Va treballar amb Nubes Grises, Dyango i Los Amaya, amb els quals va contribuir a consolidar la presència de la guitarra elèctrica a la rumba catalana. Més tard va encapçalar diferents projectes de recuperació nostàlgica amb Jeanette, Llorenç Santamaria i Karina. Darrerament tenia el seu estudi de gravació a Cabrils, Maresme.

## Discografia bàsica
- 1972: Se llama Tony Ronald.
- 1973: Soñar con los ojos abiertos.
- 1974: Juntos.
- 1988: Buenas vibraciones.